# مهند العكلوك

أثناء حضور السفير مهند العكلوك لأحد اجتماعات

مهند عبد الكريم العكلوك دبلوماسي فلسطيني، يشغل منصب مندوب دولة فلسطين الدائم لدى جامعة الدول العربية بالقاهرة منذ 2 مايو 2023.

## التحصيل العلمي
حصل العكلوك على درجة الماجستير في الإدارة العامة من كلية دبي للإدارة الحكومية (بالتعاون مع جامعة هارفارد) عام 2009.

## الحياة العملية
منذ عام 1997 عمل مديراً لمكتب الأمين العام للرئاسة الفلسطينية.
بدأ العمل في السلك الدبلوماسي الفلسطيني عام 2006، وتدرج في الرتب الدبلوماسية حتى وصل إلى درجة سفير اعتبارًا من 1 مارس 2018 بموجب مرسوم رئاسي صدر في 9 فبراير 2018، وتم تعيينه سفيراً مناوباً لمندوبية فلسطين لدى جامعة الدول العربية.
بين عامي 2011–2015، عمل السفير العكلوك ممثلاً لدولة فلسطين لدى منظمة التعاون الإسلامي في جدة.
عمل سفيرًا مناوبًا لفلسطين لدى جامعة الدول العربية حتى عُين ابتداءً من 1 مايو 2023 مندوبًا دائمًا لدولة فلسطين لدى جامعة الدول العربية، وفي 2 مايو 2023، سلّم أوراق اعتماده إلى أمين عام الجامعة أحمد أبو الغيط.
في عام 2025، كُشف عن اعتماده سفيرًا لدولة فلسطين لدى مصر.